# Embalse de Zufre
El embalse de Zufre pertenece a la cuenca hidrográfica del Guadalquivir y se encuentra ubicado en la provincia de Huelva, en la comunidad autónoma de Andalucía (España). Situado en el término municipal del pueblo de Zufre, el embalse, sobre la Rivera de Huelva, tiene una capacidad de embalsado de 175 hm³, un perímetro de 100 km y una superficie de 968 ha.
Las instalaciones fueron construidas entre 1983 y 1987, siendo inauguradas en 1987. El embalse fue habilitado sobre el recinto de la antigua estación ferroviaria de Zufre y sobre una parte del trazado del ferrocarril de Minas de Cala, si bien esta línea férrea se encontraba clausurada desde 1955. 

## Características ambientales de la cuenca
- Paisaje: relieve montañoso.
- Vegetación: comunidades vegetales catalogados. Vegetación climática 30%.
- Fauna: especies catalogadas de interés.
- Geología: pizarras y cuarcitas.
- Hidrogeología: -
- Edafología: uso forestal.

## Usos turísticos-recreativos
- Pesca
- Navegación a vela en zona acotada
- Baño
- Pic-nic
- Restaurantes

## Efectos socioeconómicos
- Núcleos desaparecidos: 0
- Creación de nuevos núcleos: 0
- Nº de viviendas inundadas: -
- Nº de habitantes desplazados: -
- Superficie expropiada: -
- Vías de comunicación afectadas: antiguo ferrocarril a Sevilla. Carretera Zufre a Castillo de las Guardas y Zufre a Santa Olalla del Cala.